# Michał Grzegorz Suțu
Michał Grzegorz Suțu (rum. Mihail Suțu, gr. Μιχαήλ Σούτζος; ur. 1784, zm. 1864) – hospodar Mołdawii, w latach 1819–1821, z rodu Suțu.

## Biografia
Był bratankiem hospodara mołdawskiego i wołoskiego Michała Suțu. Objąwszy w 1819 z nadania Wysokiej Porty tron mołdawski, wykorzystał to nawiązując bliskie kontakty z działającym za granicą rosyjską greckim stowarzyszeniem niepodległościowym Filiki Eteria, planującym powstanie ogólnobałkańskie przeciwko Imperium osmańskiemu. Z tego powodu, gdy w 1821 doszło do wybuchu powstania na Wołoszczyźnie, Michał Suțu oddał swoją stolicę w Jassach wkraczającemu z Rosji przywódcy powstania Aleksandrowi Ipsilanti.
Po upadku powstania uciekł z Mołdawii, a po jakimś czasie dotarł do Grecji, która w międzyczasie wywalczyła niepodległość.